# ノートルダム大学
ノートル・ダム大学（University of Notre Dame）は、アメリカ合衆国、インディアナ州サウスベンド近郊のカトリック系私立大学。ノートル・ダムは英語式にノーター・デイム（英語発音: /ˌnoʊtəɹˈdeɪm/）とも。研究中心の総合私立大学であり、米国トップクラスの名門大学の一つである。1842年に設立され、ジョージタウン大学と並んで世界で最も有名なカトリック系高等教育機関である。

## 概要
1842年にエドワード・ソリンによって創設されたカトリック系の私立大学である。ヒドゥン・アイビー（Hidden Ivies）の一つ。オレゴン州のポートランド大学は姉妹校である。Notre Dameはフランス語で聖母マリアのことを指す。
ほとんどの学生はカトリック教会信者だが、宗教に関係なく学生を選抜しており、8,400人余りの学部生と3,400人余りの大学院生が勉強している。
伝統的なキリスト教的価値観が強いためか、男女区別された寮生活と門限があり、各寮には祈りの空間と聖堂がある。有色人種の割合は他の大学に比べて少ない。現在、在学生の約7%がアジア系だという。新入生は確定した専攻がなく、1年生は様々な科目を選択して勉強することができ、2年生で専攻を確定する。
学部と大学院に300以上の学生サークルが音楽、体育、学生会分野にあり、ほとんどの学生が多くの校外活動に積極的に参加している。また、ノーターデイムではアメリカンフットボールが有名である。この学校の伝統的な運動競技であるアメリカンフットボールのシーズンには、ほぼ学校全体がお祭り騒ぎになるという。学生と教授の比率は12：1で、学期は2学期制である。在校生の84％ほどが出身高校で上位10％以内にランクインしていた学生たちだ。卒業生が10年以内に約60％程度が大学院/専門大学院の学位を取得している。
卒業率は96%で、ハーバード大学とイェール大学の次に高い。また、学生の定着率(retention rate)は98%で、米国で最も高い学校の一つである。ノーターデイム大学を卒業して医学部に合格する学生は80%で、全国平均の2倍である。ノーターデイムのフットボールチームは2012年に2位を記録し、ノーターデイムの楽団(marching band)はアメリカで最も古い伝統ある音楽団体である。

## 組織
大学は以下のカレッジ及びスクールを置く。
- カレッジ・オブ・アーツ・アンド・レターズ（College of Arts and Letters） - 美術学・人文学・社会科学
- カレッジ・オブ・サイエンス（College of Science） - 自然科学
- カレッジ・オブ・エンジニアリング（College of Engineering） - 工学
- メンドーザ・カレッジ・オブ・ビジネス（Mendoza College of Business） - 経営学
- スクール・オブ・アーキテクチャー（School of Architecture） - 建築学
- キーオ・スークル・オブ・グローバル・アフェアーズ (Keough School of Global Affairs)
- ノートル・ダム・ロー・スクール（Notre Dame Law School）

## 評価
- USニューズ&ワールド・レポート：全米18位[8]
- USニューズ&ワールド・レポートBest Global Universities：世界378位[9]
- フォーブス全米大学ランキング : 全米38位[10]
- ワシントンマンスリーランキング：全米12位[11]
- THE 世界大学ランキング2025：196位[12]
  - 人文科学：66位
  - エンジニア：151-175位
  - 物理科学：176-200位
- QS世界ランキング2025：316位[13]
  - 人文科学：132位
  - 社会科学：307位
  - 自然科学：316位
- ARWU世界学術大学ランキング：世界301-400位[14]
- EduRank世界大学ランキング：世界160位[15]

## スポーツ

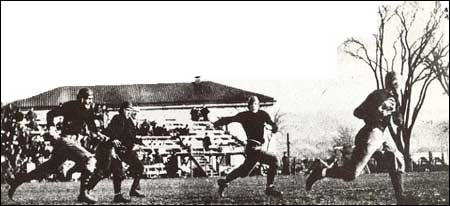
陸軍士官学校とノートル・ダム大学の試合の様子（1913年）

アメリカンフットボールの超名門校として有名。過去に年間全米ランキング1位に何度も輝き、年間最優秀選手賞であるハイズマン賞受賞者を多数輩出。ジョー・モンタナやジェローム・ベティスなど、日本でも馴染み深いOBも多い。
ノートルダムのアメフト部は当初無名であったが1913年に当時の大学ラグビーで最強だったアメリカ陸軍士官学校との試合においてノートルダムのガズ・ドライズとヌート・ロックニーがパスプレーとランプレーを効果的に織り交ぜる新戦術により35-13で圧勝したことで一躍有名となった。この戦術は他の大学にも広まり現代のアメフトの基本戦術として定着している。
同校のスポーツチーム応援歌は“Notre Dame Victory March”といい、大学フットボールの代表的な曲として有名である。また、そのマーチングバンド（Band of the Fighting Irish）は1846年創設で、同校のフットボールチームは、映画『ルディ/涙のウイニング・ラン』でその題材となっている。

## 主な出身者
- コンドリーザ・ライス（元アメリカ合衆国国務長官）
- リージェス・フィルビン（アメリカ屈指の人気司会者）
- エリック・ヴィーシャウス（発生生物学者、1995年ノーベル賞受賞者）
- ジェームズ・ウェザービー（NASA宇宙飛行士、及びNASAジョンソン・宇宙センターディレクター）
- スティーブ・オドランド（オフィス・デポ、会長兼CEO)
- ウィリアム・メイポーザー（俳優、トム・クルーズのいとこ）
- ジョー・モンタナ（元アメリカンフットボール選手）
- ジェローム・ベティス（元アメリカンフットボール選手）
- ブレイディ・クイン（アメリカンフットボール選手）
- ケイト・サリヴァン（CBS放送ニュースキャスター・ジャーナリスト）
- ジェイムズ・ミューラー（物理学者、1985年にIPPNWの一員としてノーベル平和賞を受賞）
- ホセ・ディュアルテ（エルサルバドル元大統領）
- フィリップ・プルセル（モルガン・スタンレー元最高経営責任者 (CEO) ）
- ビル・レインビア（元バスケットボール選手）
- ジョン・パクソン（元バスケットボール選手）
- ジョン・ムーニー（バスケットボール選手）
- 鈴木エドワード（建築家）
- 森脇隆夫 （学校法人上智学院理事長）
- マット・ベスラー（サッカー選手）
- レオン・マラゾーグ（元駐日コソボ大使）